# Nguyễn Ngọc Loan

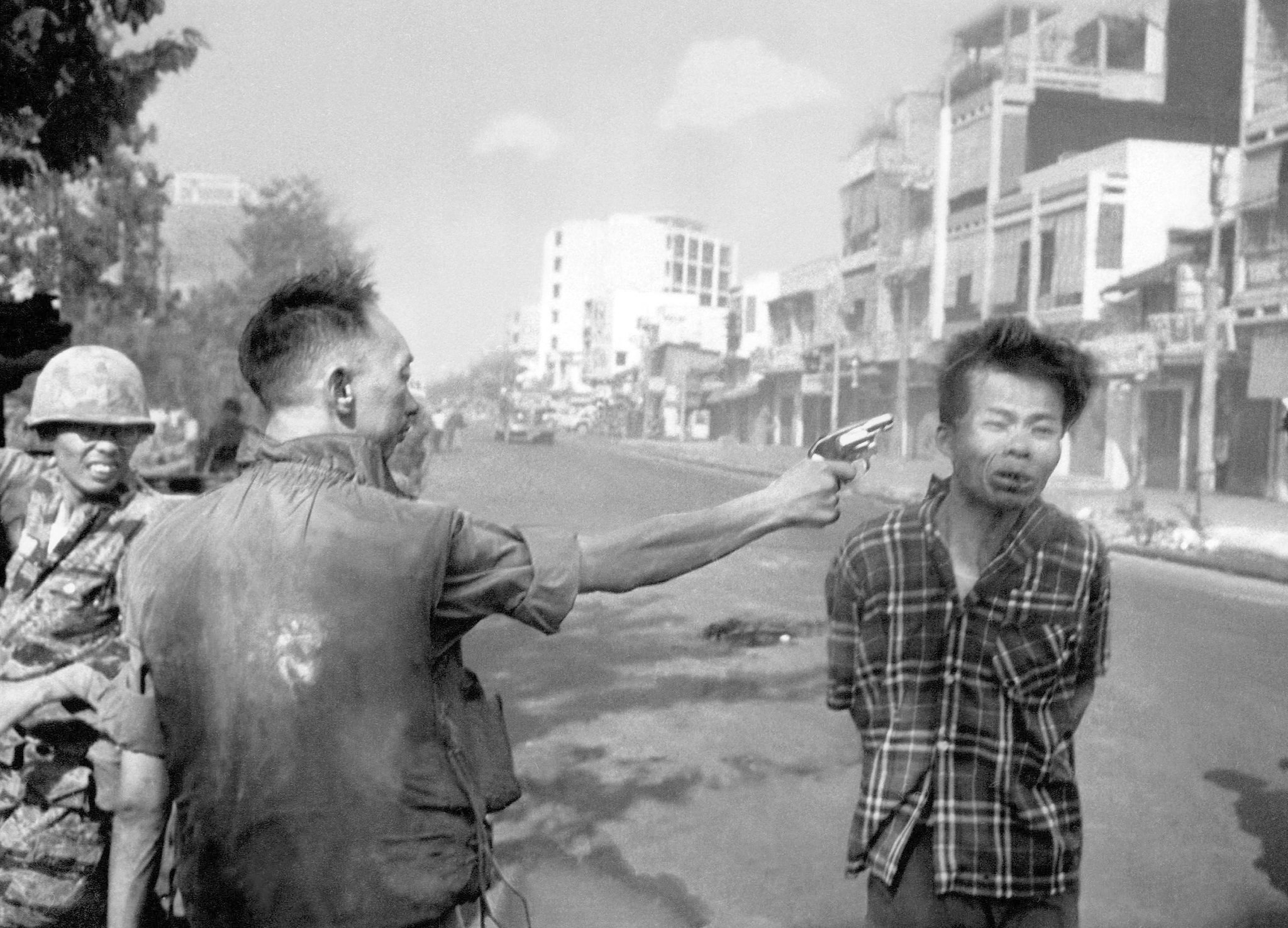
Nguyen Ngoc Loan skjuter ihjäl Nguyễn Văn Lém.

Nguyễn Ngọc Loan, född 11 december 1931 i Huế, död 14 juli 1998 i Burke i Virginia, var en vietnamesisk militär. Han var Sydvietnams polischef från 1965 till 1975.
Under Vietnamkriget, på Têt-offensivens tredje dag, den 1 februari 1968, avrättade Nguyễn en FNL-fånge, Nguyễn Văn Lém, på öppen gata i Saigon. Tidigare hade polischefens familj dödats. Händelsen fångades på bild av den amerikanske fotografen Eddie Adams och på film av Vo Suu, kameraman från NBC. Fotografiet vann omedelbar spridning och kom att i grunden påverka den amerikanska opinionen beträffande Vietnamkrigets berättigande.
I Vietnamkrigets slutskede 1975 emigrerade Nguyễn till Virginia, där han öppnade en restaurang. Han fick dock stänga den sedan hans identitet avslöjats 1991.